# Gramme par centimètre cube
Le gramme par centimètre cube, de symbole g/cm3 ou g cm−3, est l'unité CGS de masse volumique.
Il est relié au kilogramme par mètre cube (kg/m3), l'unité SI, par :
1 g/cm3 = 1 000 kg/m3 (103 kg/m3) ;
1 kg/m3 = 0,001 g/cm3 (10−3 g/cm3).